# 新榎トンネル
新榎トンネル（しんえのきトンネル）は新潟県長岡市の長岡地域と栃尾地域（旧栃尾市）を結ぶ、1988年（昭和63年）に開通した国道351号のトンネル。起点は同市比礼、終点は同市麻生田。

## 概要
従来の長岡栃尾間の森立峠や旧道となる榎峠は、冬季閉鎖や幅員が狭く流通の大きな妨げとなっていた。これを解消するために東山連峰を2,000 mを超えるトンネルを含む11,174 mのバイパスによって障害の解消を図ろうとして計画された
。長岡市内では最も長いトンネルである。トンネル内は栃尾方面に向かって上り坂になっていて、直線になっているが、栃尾側は緩いカーブとなっている。また、栃尾側からはカーブ後、直線下り坂となるため、スピードが出やすい。これに伴うトンネル内での事故がよく多発する。
トンネルの掘削時には、周辺地域の崩壊しやすい地盤に苦しめられ12年という非常に長い年数がかかっている。このトンネルの開通により長岡栃尾間は従来50分程度かかっていたのが、20分程度になり、また冬季間でも安全な通行が可能になるなど、当時の栃尾市民にとっては長岡へ出るのが劇的なものになった。

## 旧道
榎峠を通る非常に幅の狭く、上り下りが激しい、ヘアピンカーブがある峠道。栃尾側よりも長岡側は勾配がきつく、比礼のトンネルを抜けた栃尾側は比較的なだらかである。峠には比礼トンネルというごく短いトンネルがあり、旧道の場合はこのトンネルのある峠の鞍部を通っているため、現道に比べるとかなり標高が高い。

## 歴史
- 1972年（昭和47年）：新榎トンネルを含む栃尾長岡快速道路事業に着手[3][1]。
- 1976年（昭和51年）8月：着工。
- 1987年（昭和62年）2月2日 : 貫通式[4]。
- 1988年（昭和63年）8月6日：開通[5][6][7][8]。